# Startmaschine

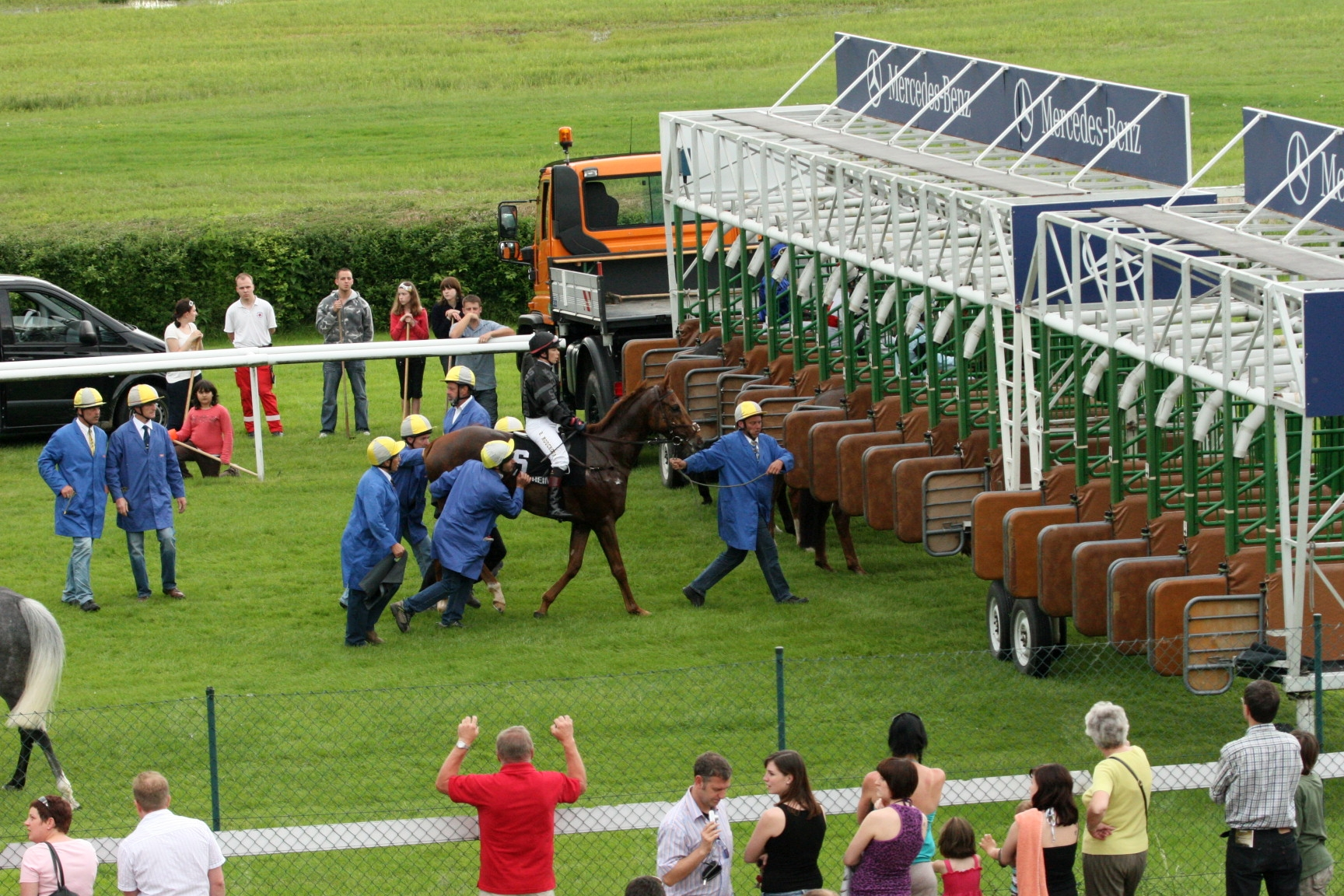
Pferde werden beim Iffezheimer Pferderennen in die Startbox gebracht

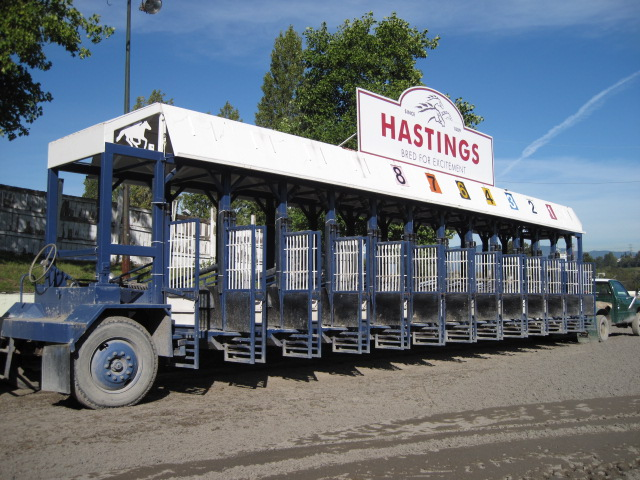
Startmaschine bei den Hastings Racecourses, 2009

Eine Startmaschine (auch Startbox genannt) ist eine Maschine, die bei Rennen verwendet wird, um einen fairen Start ins Rennen zu ermöglichen.

## Galopprennen
Der Erfinder der elektronischen Startmaschinen ist Clay Puett. Er war ein Reiter und Starter auf mehreren Rennbahnen im Westen. Puetts Erfindung ersetzte andere Startmethoden, wie zum Beispiel das Starten mit einem einfachen Seil, das gespannt und anschließend nach oben gezogen wurde oder einen Start, bei dem die Pferde einfach entgegen der Laufrichtung aufgestellt wurden und bei einem Flaggensignal herumgerissen und losgejagt wurden, denn dabei gab es oft Verletzungen von Pferd und Reiter.
Viele von Puetts aktuellen Maschinen werden auch heute noch von Rennbahnen auf der ganzen Welt verwendet und alle basieren auf Puetts originalem Design. Eine Startbox ist mit mehreren Boxen in einer Reihe ausgestattet, meist 12 oder 14 Boxen nebeneinander. Aber auch kleinere Startboxen werden, zum Beispiel zur Ausbildung von Rennpferden, verwendet. Es gibt aber ebenso größere Startboxen, welche in Rennen eingesetzt werden, in denen sehr viele Pferde starten, wie zum Beispiel dem Kentucky Derby. Normalerweise betreten Pferde die Boxen von der Rückseite der Startmaschine aus, anschließend wird die Box hinter ihnen geschlossen. Die Tür auf der Vorderseite der Box ist normalerweise geschlossen, doch sie kann auf Anordnung des Starterteams auch geöffnet werden, falls ein Pferd sich weigert, die Box zu betreten. Man kann Pferde aber auch von der Vorderseite der Box rückwärts in die Box richten, falls ein Pferd sehr unruhig ist.
Die vordere Tür von jeder Box wird durch einen elektrischen Mechanismus zugehalten. Die Startboxen sind so konzipiert, dass sie sich öffnen, wenn ein Pferd versucht nach vorne oder hinten die Box zu verlassen, um Verletzungen von Pferd und Reiter zu vermeiden.
Wenn sich alle Pferde in ihrer jeweiligen Box befinden, drückt der Starter einen Knopf, der gleichzeitig die Türen öffnet, eine laute Glocke ertönen lässt und ein Signal an die Wettschalter sendet, dass das Rennen begonnen hat und keine Wetten mehr angenommen werden.
Puetts Startmaschine wurde zuerst im Exhibition Park in Vancouver, British Columbia 1939 verwendet, obwohl das Management von Bay Meadows in San Mateo, Kalifornien behauptet, dass Puetts Startmaschine zuerst von ihnen verwendet wurde. Ende 1940 wurde fast überall in den Vereinigten Staaten Puetts Startmaschine verwendet. 1958 gründete Clay Puett eine neue Firma, True Center Gate, in Phoenix, Arizona. True Center und Puetts ursprüngliche Firma (zuerst Puett Electric Gate genannt) haben wohl die meisten Startboxen in Nordamerika gebaut. True Center hat ebenfalls Startmaschinen in Südamerika, der Karibik und Saudi-Arabien gebaut.
Während Startmaschinen in Flachrennen üblich waren, benutzte man in Hindernisrennen nach wie vor die veralteten Startmethoden.

## Trabrennen

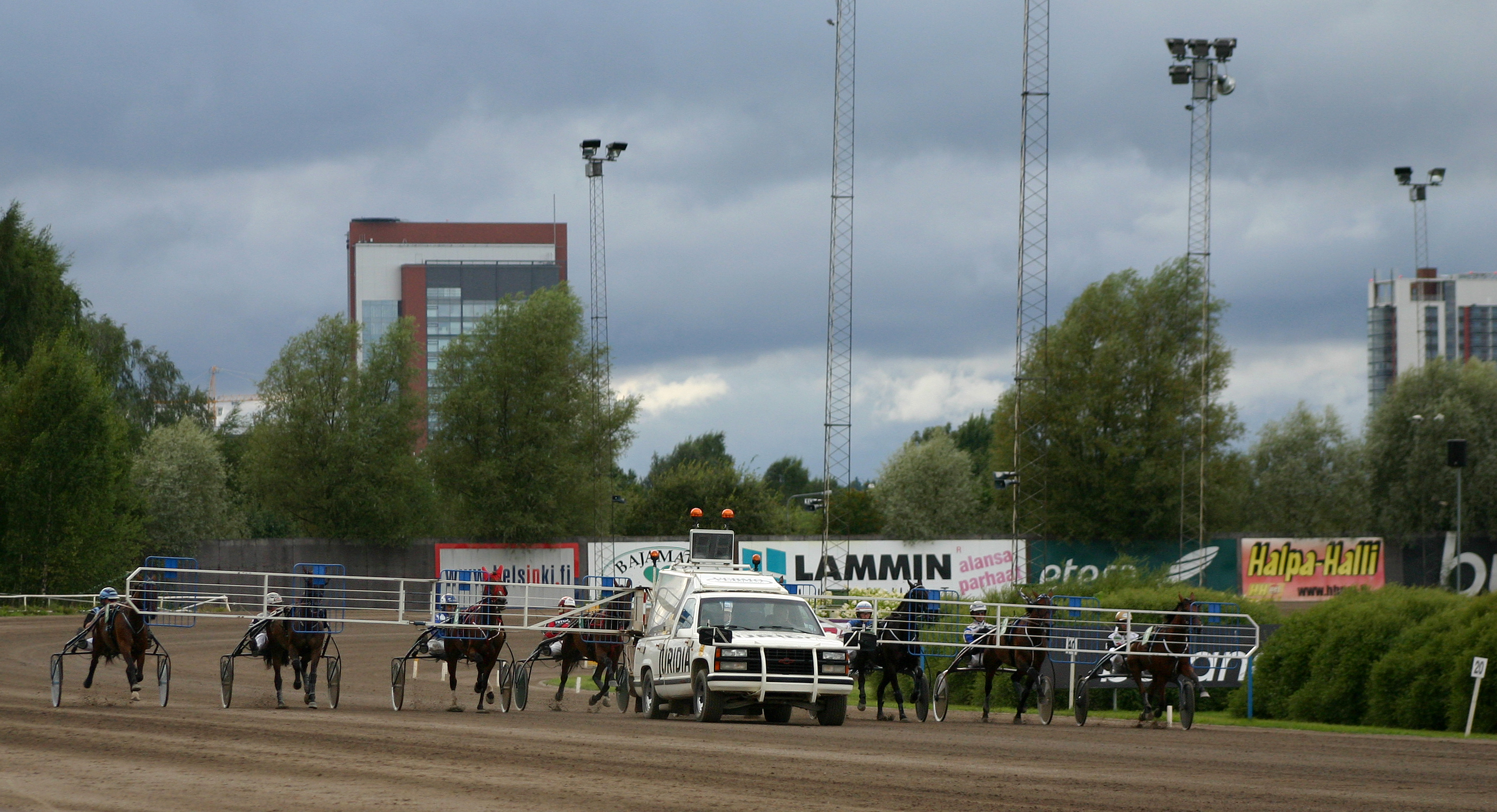
Start mit einem Auto

Bevor mobile Startmaschinen in Trabrennen populär wurden, verwendete man den „rollenden Start“. Dabei mussten die Pferde eine bestimmte Anzahl von Zirkeln gefahren werden, wobei die Pferde, wenn dieses Manöver richtig durchgeführt wurde, auf einer geraden Linie ausgerichtet wurden. Ob ein Start fair war oder nicht, wurde von Stewards bestimmt. Wenn diese entschieden, dass ein Starter nicht in einer Linie mit den anderen Startern war, wurde ein Fehlstart ausgerufen, und das Rennen musste neu gestartet werden. Meist musste dieser Prozess mehrmals durchgeführt werden, bevor ein Rennen wirklich starten konnte. Auch heute gibt es noch solche Starts, allerdings sind sie viel seltener als Starts mit dem Auto.
Die Starts mit dem Auto kamen Mitte des 20. Jahrhunderts auf. Dabei fährt ein Auto mit zwei „Metallflügeln“ (einer auf jeder Seite) vor den Pferden her, sodass alle Pferde zu den Flügeln aufschließen können, oft ist jedoch die Bahn nicht breit genug, um alle Starter nebeneinander starten zu lassen, sodass es einen Start in zwei Reihen gibt. Wenn das Auto die Startlinie erreicht hat, gibt der Fahrer des Wagens Vollgas und klappt die Metallflügel ein. Sobald er Gelegenheit dazu hat, fährt er von der Bahn.
Durch die Starts mit Autos wurden zwar die Fehlstarts drastisch reduziert, ganz kann man sie jedoch auch heute noch nicht vermeiden. Wenn ein Starter keinen fairen Platz im Startfeld erlangen kann, darf er den Start als Fehlstart ausrufen, und das Rennen wird neu gestartet.
Mit der Zeit wurde auch diese Technik dahingehend modernisiert, dass der Fahrer auch das Feld über einen Monitor im Blick hat und selbst entscheiden kann, ob jeder gleiche Startchancen hat. Diese Technik wird in allen wichtigen Rennen Australiens verwendet.

## Hunderennen
Bei Hunderennen werden ähnliche Startboxen verwendet, wie bei Pferderennen. Die Hunde werden von hinten in die Boxen geschoben. An der Vorderseite der Boxen befinden sich Fenster, durch die die Hunde die Bahn und den Köder sehen können.
Wenn der Köder nur noch wenige Meter von den Boxen entfernt ist, werden diese geöffnet. Im Gegensatz zum Pferderennen wird dabei aber kein Signal gesendet, dass keine Wetten mehr entgegengenommen werden, dies wird von einem Steward gemacht, kurz bevor sich die Boxen öffnen.
Startboxen bestehen normalerweise aus acht Boxen, manchmal auch aus neun.

## Bahnradsport

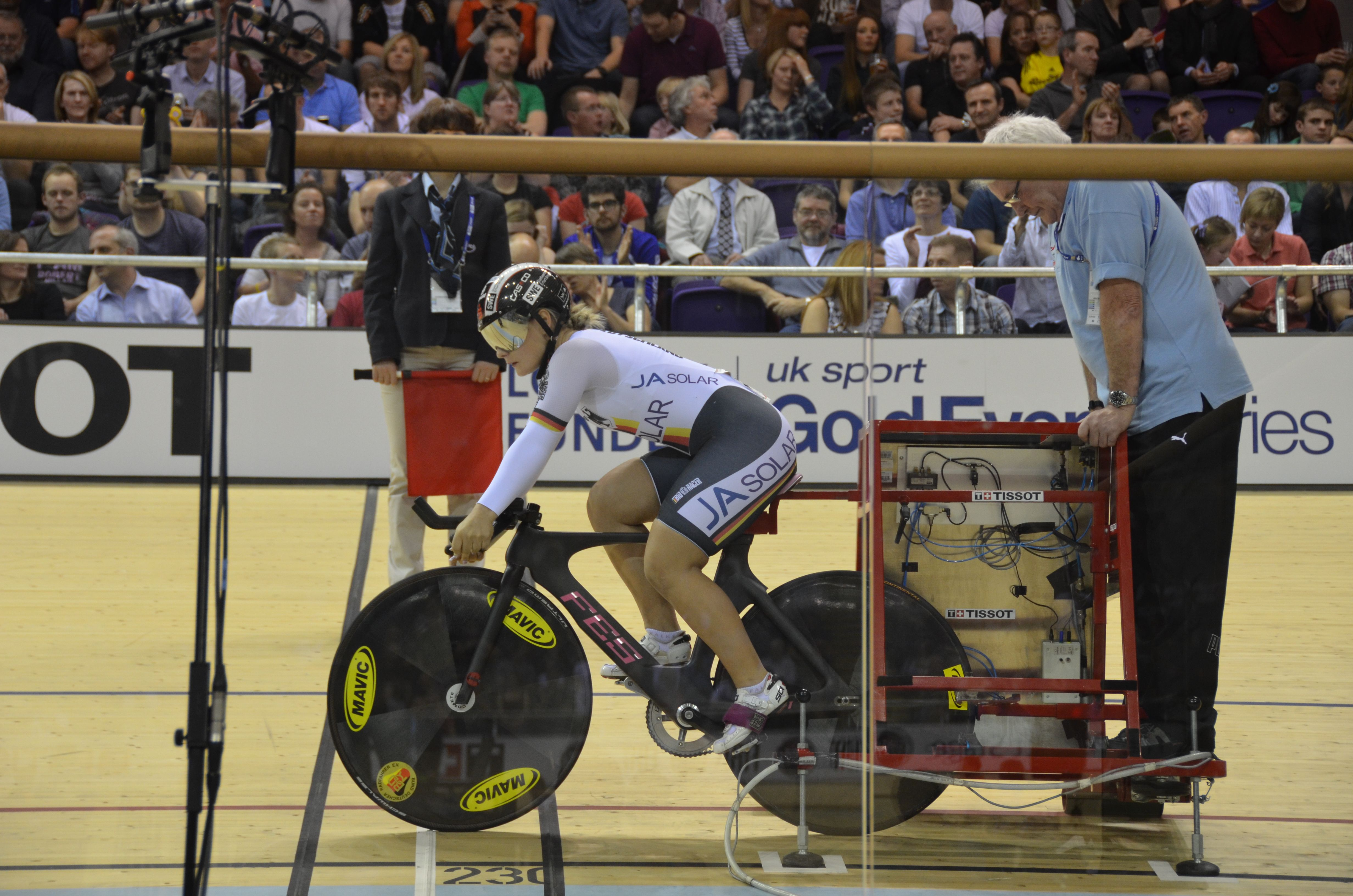
Ein Start von Kristina Vogel aus einer Startmaschine zum 500-Meter-Zeitfahren

Im Bahnradsport werden Startmaschinen in den Disziplinen Einer- und Mannschaftsverfolgung, im Teamsprint sowie im Zeitfahren verwendet. Die Startmaschine verhindert, dass der Sportler zu früh startet, und sie löst die Zeitnahme aus.
Eine Startmaschine im Bahnradsport hat verstellbare Füße, um die jeweilige Bahnneigung auszugleichen. Nach den Regeln ist es nur notwendig, das Hinterrad zu fixieren, bis ein elektronisches System die Fixierung löst und das Rennen beginnt. In der Praxis wird meist auch noch unterhalb des Sattels fixiert und das Hinterrad gestützt.
Unmittelbar nach dem Start wird die Startmaschine von der Bahn geräumt, um die Radrennfahrer nicht zu gefährden, die innerhalb von zwölf bis 15 Sekunden  einmal um eine 250 Meter lange Bahn fahren können.